# Путь деревянной архитектуры (Малопольское воеводство)
Путь деревянного зодчества в Малопольском воеводстве (пол. Szlak architektury drewnianej w województwie małopolskim) — туристический маршрут в Польше протяженностью в 1 500 километров, включающий в себя 237 памятников архитектуры, представленных католическими, греко-католическими и православными церквями, часовнями и колокольнями, амбарами, крестьянскими домами и особняками аристократии.
Путь в Малопольском воеводстве разделен на шесть официальных и три альтернативных маршрута. Он был создан в 2001 году.
Весь маршрут проходит по территории Малопольского, Силезского, Свентокшиского и Подкарпатского воеводств. После разработки концепции проекта и подписания соответствующего соглашения о сотрудничестве между воеводствами, в 2001—2003 годах были поставлены придорожные знаки, указывающие направление маршрута. Маркировка была обновлена и дополнена в 2008 году.

## Маршруты в Малопольском воеводстве

### Маршрут I: «Юрайско-Освенцимский»
| Изображение | Название                                         | Дата           | Место            | Адрес                       | Примечания                                |
| ----------- | ------------------------------------------------ | -------------- | ---------------- | --------------------------- | ----------------------------------------- |
|             | Усадьба Зацише                                   | 1784           | Мехув            | улица Рацлавицка, 26        | Филиал Регионального музея в Мехуве       |
|             | Особняк в Глянуве                                | XVIII век      | Глянув           |                             | Частная собственность                     |
|             | Колокольня церкви Святого Николая                | 1764           | Скала            | улица Косцельна, 2          | Приходская церковь                        |
|             | Колокольня церкви Святой Екатерины               | XVI век        | Тенчинек         | Тенчинек, 68                | Приходская церковь                        |
|             | Часовня Святой Малгожаты и Святой Юдиты          | XVII век       | Краков           | улица Костюшко, 78          | В списке Национального института наследия |
|             | Музей деревянного зодчества (Воля-Юстовска)      | XVIII-XIX век  | Краков           | Воля-Юстовска               |                                           |
|             | Церковь Святого Иоанна Крестителя                | 1633-1648      | Краков           | улица Ванковича, 35         | Приходская церковь                        |
|             | Часовня Святого Иосифа                           | 1901           | Ойцув            | Ойцовский национальный парк | Действующая часовня                       |
|             | Здания в Ойцуве                                  | XIX-XX век     | Ойцув            |                             | Здания курорта                            |
|             | Церковь Пресвятой Троицы                         | 1745           | Ивановице        | Ивановице, 96               | Приходская церковь                        |
|             | Церковь Святого Эразма)                          | 1782           | Барвальд-Дольны  | Барвальд-Дольны, 50         | Приходская церковь                        |
|             | Церковь Святого Николая и Святого Лаврентия      |                | Длужец           |                             |                                           |
|             | Церковь Пресвятой Девы Марии Кармельской         | 1518           | Глембовице       | Глембовице, 46              | Приходская церковь                        |
|             | Церковь Святого Андрея                           | 1585           | Грабошице        | Грабошице, 15               | Приходская церковь                        |
|             | Церковь Святого Лаврентия                        | 1641           | Гройец           | улица Б. Чованца            | Музей                                     |
|             | Церковь Святого Мартина                          | 1692           | Явишовице        |                             | Приходская церковь                        |
|             | Церковь Рождества Пресвятой Богородицы           | 1589           | Кшенцин          | Кшенцин, 46                 | Приходская церковь                        |
|             | Церковь Святого Мартина                          | 1677           | Марципоремба     |                             | Приходская церковь                        |
|             | Церковь Пресвятой Девы Марии Ченстоховской       | 1771           | Менткув          | улица Флориана, 1           | Приходская церковь                        |
|             | Церковь Святого Войцеха и Богоматери Страстей    | 1553           | Модльница        | улица Святого Войцеха, 83   | Приходская церковь                        |
|             | Церковь Святых Апостолов Симона и Иуды Фаддея    | 1536           | Нидек            | Нидек, 51                   | Приходская церковь                        |
|             | Церковь Святого Андрея                           | 1538-1549      | Осек             | улица Косцельна, 13         | Музей                                     |
|             | Церковь Посещения Пресвятой Девы Марии           | 1510           | Пачултовице      | Пачултовице, 14             | Приходская церковь                        |
|             | Церковь Святого Николая                          | XVI век        | Полянка-Велька   | улица Косцельна, 26         | Музей                                     |
|             | Церковь Святого Мартина                          | 1766           | Поремба Дзержна  | Поремба-Дзержна, 1          | Приходская церковь                        |
|             | Церковь Святого Варфоломея                       | XVI век        | Поремба-Велька   | Поремба Велика, 5           | Приходская церковь                        |
|             | Церковь Пресвятой Девы Марии Матери Церкви       | XVIII век      | Пшеславице       | Пшеславице, 83              | Приходская церковь                        |
|             | Церковь Рождества Пресвятой Богородицы           | 1511           | Раславице        | Рацлавице, 54               | Приходская церковь                        |
|             | Церковь Преображения Господня                    | 1525           | Радоча           | Радоча, 80                  | Приходская церковь                        |
|             | Церковь Святого Марка                            | 1601           | Родаки           |                             | Приходская церковь                        |
|             | Церковь Святого Иоакима                          | 1733           | Скавинки         | Скавинки, 214               | Приходская церковь                        |
|             | Церковь Святейшего Имени Пресвятой Девы Марии    | XVI век        | Сосновице        | площадь Костюшко, 4         | Приходская церковь                        |
|             | Церковь Святой Екатерины                         | 1655           | Улина-Велька     | Улина-Велька, 100           | Приходская церковь                        |
|             | Церковь Непорочного Зачатия Пресвятой Девы Марии | 1638           | Вольбром         | улица Кржива, 2             | Приходская церковь                        |
|             | Церковь Успения Пресвятой Богородицы             | XV век         | Воля-Радзишовска | Воля-Радзишовска, 1         | Приходская церковь                        |
|             | Церковь Успения Пресвятой Богородицы             | XVI век        | Возьники         | Возьники, 67                | Приходская церковь                        |
|             | Деревянные здания в Альверне                     | XVIII-XIX века | Альверня         |                             | Руины                                     |
|             | Висленский этнографический парк и Замок Липовец  | XVII-XX век    | Выгелзув         | улица Подзамче, 1           | Музей под открытым небом                  |
|             | Амбар в Бобреке                                  | 1779           | Бобрек           | улица Надвисьлянска, 9      | Музей                                     |
|             | Деревянные здания в Лянцкороне                   | XIX век        | Лянцкорона       |                             | Частные владения                          |

#### Альтернативный маршрут I: «Могила-Прошовице»
| Изображение | Название                                        | Дата     | Место         | Адрес               | Примечания                                |
| ----------- | ----------------------------------------------- | -------- | ------------- | ------------------- | ----------------------------------------- |
|             | Особняк Старый Двор                             | 1673     | Гошице        |                     | Частная собственность                     |
|             | Часовня святых Отилии и Люции                   | XVII век | Вилькув       |                     | В списке Национального института наследия |
|             | Церковь Успения Пресвятой Девы Марии            | 1633     | Бюркув-Вельки | Бюркув-Вельки, 48   | Приходская церковь                        |
|             | Церковь Святого Николая                         | 1547     | Чулице        | Чулице, 31          | В списке Национального института наследия |
|             | Церковь Всех Святых                             | 1698     | Краков        | улица Подбялова, 6  | В списке Национального института наследия |
|             | Церковь Рождества Христова и Святого Варфоломея | XIV век  | Краков        | улица Клашторна, 11 | В списке Национального института наследия |
|             | Скит Святого Бенедикта                          | 1886     | Кшеславице    |                     | Приходская церковь                        |

### Маршрут II: «Надвислянский»
| Изображение | Название                                       | Дата            | Место              | Адрес                | Примечания                            |
| ----------- | ---------------------------------------------- | --------------- | ------------------ | -------------------- | ------------------------------------- |
|             | Церковь Богоматери Кармельской                 | 1448            | Тарнув             | улица Нарутовича     | Приходская церковь                    |
|             | Церковь Святого Станислава                     | 1517            | Скшишув            | Скшишув, 1           | Приходская церковь                    |
|             | Церковь Святого Мартина                        | XV век          | Завада             | Завада, 47           | Приходская церковь                    |
|             | Дом-музей Винцента Витоса                      | 1814, 1905—1913 | Вешчославице       |                      | Музей                                 |
|             | Церковь Святого Леонарда                       | XVI век         | Войнич             |                      | Приходская церковь                    |
|             | Старый летний театр в Бжеско                   | 1902            | Бжеско             | улица Весола         |                                       |
|             | Деревянные здания в Мокжиске                   |                 | Мокжиска           |                      |                                       |
|             | Деревянные здания в Беседки                    | XX век          | Бесядки            |                      |                                       |
|             | Церковь Святого Матфея Евангелиста             | 1661            | Бесядки            | Бесядки, 16          | Приходская церковь                    |
|             | Церковь Святой Урсулы                          | 1694-1697       | Госпжидова         |                      | Приходская церковь                    |
|             | Деревянные здания в Липница Муроване           |                 | Липница Мурована   |                      |                                       |
|             | Церковь Святого Леонарда                       | XV-XVI век      | Липница Дольна     |                      | В списке Всемирного наследия ЮНЕСКО   |
|             | Усадьба Корызнувка                             | XIX век         | Новы Виснич        |                      | Мемориальный музей Яна Матейко        |
|             | Церковь Святых Апостолова Симона и Иуды Фаддея | XV век          | Погвиздув          |                      | Приходская церковь                    |
|             | Колокольня церкви Святого Николая              | XVI век         | Бохня              | площадь Святой Кинги | Приходская церковь                    |
|             | Деревянные здания в Усте Сольне                | XX              | Усте Сольне        |                      |                                       |
|             | Особняк в Доленге                              | 1845            | Доленга            |                      | Филиал Краеведческого музея в Тарнуве |
|             | Деревянные фермы в Залипе                      | XIX             | Залипе             |                      | Филиал Краеведческого музея в Тарнуве |
|             | Церковь Всех Святых                            | 1771            | Донброва Тарновска |                      | Приходская церковь                    |
|             | Церковь Посещения Пресвятой Девы Марии         | 1830            | Заборув            | Заборув, 85          | Приходская церковь                    |
|             | Церковь Святого Андрея Боболи                  | 1806            | Гавлув             |                      | Приходская церковь                    |
|             | Церковь Святого Иоакима                        | 1746            | Кшижановице        |                      | Приходская церковь                    |
|             | Церковь Святого Себастьяна                     | 1784-1785       | Стжельце Вельке    |                      | Приходская церковь                    |
|             | Церковь Святого Зигмунта                       | 1642            | Жлихув             |                      | Приходская церковь                    |
|             | Музей Яна Вненка                               |                 | Одпорышув          |                      | Музей                                 |
|             | Деревянные здания в Шчепануве                  |                 | Шчепанув           |                      |                                       |
|             | Церковь Пресвятой Троицы                       | 1845            | Тарнув             |                      | Приходская церковь                    |

### Маршрут III: «Подхалянско-Пенинский»
| Изображение | Название                                                             | Дата         | Место               | Адрес                | Примечания                                  |
| ----------- | -------------------------------------------------------------------- | ------------ | ------------------- | -------------------- | ------------------------------------------- |
|             | Церковь Святого Климента                                             | 1847         | Закопане            | улица Костелиска     | Приходская церковь                          |
|             | Церковь Святого Иоанна Евангелиста                                   | XVIII        | Закопане            |                      | Приходская церковь                          |
|             | Вилла Харенда                                                        | XIX          | Закопане            |                      | Музей Яна Каспровича                        |
|             | Часовня Святейшего Сердца Иисуса                                     | XX век       | Закопане            |                      | Действующая часовня                         |
|             | Церковь Святейшего Сердца Иисуса                                     | 1887-1900    | Буковина-Татшаньска |                      | Приходская церковь                          |
|             | Церковь Пресвятой Девы Марии Святейшего Розария и Святого Себастьяна | 1675         | Юргув               |                      | Приходская церковь                          |
|             | Пастушеские шалаши                                                   |              | Юргув               |                      | Филиал Татровского музея                    |
|             | Дом солтыса                                                          |              | Юргув               |                      | Филиал Татровского музея                    |
|             | Церковь Святых Апостолов Симона и Иуды Фаддея                        | 1700         | Бялка-Татшаньска    |                      | Приходская церковь                          |
|             | Церковь Святой Елизаветы Венгерской                                  | 1567         | Трыбш               |                      | Приходская церковь                          |
|             | Церковь Святой Екатерины                                             | 1513         | Сромовце-Нижне      |                      | Приходская церковь                          |
|             | Амбар в Недзице                                                      |              | Недзица             |                      |                                             |
|             | Церковь Святого Мартина                                              | XV век       | Грывалд             |                      | Приходская церковь                          |
|             | Деревянные здания в Щавнице                                          | XIX век      | Щавница             |                      | Курорт                                      |
|             | Деревянные здания в Клушковце                                        |              | Клушковце           |                      |                                             |
|             | Часовня Святого Себастьяна на клдабище                               | 1723         | Манёвы              |                      | Монастырская часовня                        |
|             | Церковь Святого Михаила Архангела                                    | XV век       | Дембно-Подхалянске  |                      | В списке Всемирного наследия ЮНЕСКО         |
|             | Церковь Рождества Пресвятой Богородицы                               | XV-XVI век   | Харклова            |                      | Приходская церковь                          |
|             | Церковь Пресвятой Троицы                                             | XV век       | Лопушна             |                      | Приходская церковь                          |
|             | Усадьба Двор Тетмаерув                                               | 1800         | Лопушна             |                      | Филиал Музея театра в Закопане              |
|             | Церковь Святой Анны                                                  | XV век       | Новы-Тарг           |                      | Приходская церковь                          |
|             | Церковь Святого Креста                                               | 1757         | Рдзавка             |                      | Приходская церковь                          |
|             | Церковь Святой Марии Магдалины                                       | 1606         | Рабка-Здруй         |                      | Краеведческий музей имени Владислава Оркана |
|             | Церковь Святого Войцеха                                              | XVI-XVII век | Кжечув              |                      | Приходская церковь                          |
|             | Церковь Богоматери Снежной                                           | XVIII век    | Токарня             |                      | Приходская церковь                          |
|             | Церковь Святых Апостолов Симона и Иуды Фаддея                        | 1760-1765    | Лентовня            |                      | Приходская церковь                          |
|             | Гостиница «Рим»                                                      | XVIII век    | Суха-Бескидзка      |                      |                                             |
|             | Церковь Святых Апостолов Петра и Павла                               | 1789         | Лаховице            |                      | Приходская церковь                          |
|             | Церковь Святого Климента                                             | 1888         | Завоя               |                      | Приходская церковь                          |
|             | Музей имени Юзефа Жака                                               |              | Завоя               |                      | Этнографический музей под открытым небом    |
|             | Гостиница в Завое                                                    | 1836         | Завоя               |                      |                                             |
|             | Оравский этнографический парк                                        |              | Зубжица-Гурна       |                      | Музей                                       |
|             | Музей в Сидзине                                                      |              | Сидзина             |                      | Музей                                       |
|             | Церковь Святого Иоанна Крестителя                                    | 1650-1659    | Оравка              |                      | Приходская церковь                          |
|             | Церковь Святой Елизаветы Венгерской                                  | 1758         | Спытковице          |                      | Приходская церковь                          |
|             | Церковь Святого Антония                                              | 1740         | Сенява              |                      | Приходская церковь                          |
|             | Деревянные зданияв в Хохолуве                                        |              | Хохолув             |                      | Музей                                       |
|             | Церковь Богоматери Кармельской                                       | 1910-1912    | Витув               |                      | Приходская церковь                          |
|             | Коттеджи Сабалы                                                      | XVIII век    | Закопане            | Кшептувки, 17        | Музей                                       |
|             | Вилла Колиба                                                         | 1892-1893    | Закопане            | улица Костелиска, 18 | Музей                                       |
|             | Вилла Атма                                                           | 1895         | Закопане            | улица Каспрусе, 19   | Музей                                       |

### Маршрут IV: «Погурца Бескидзкего»
| Изображение | Название                                                | Дата           | Место          | Адрес | Примечания                                    |
| ----------- | ------------------------------------------------------- | -------------- | -------------- | ----- | --------------------------------------------- |
|             | Церковь Святого Себастьяна                              | 1581           | Величка        |       | Приходская церковь                            |
|             | Усадьба в Рачеховице                                    | 1760           | Рачеховице     |       |                                               |
|             | Амбар в Рачеховице                                      | 1774           | Рачеховице     |       |                                               |
|             | Церковь Святого Иакова Старшего и Святой Екатерины      | 1720           | Рачеховице     |       | Приходская церковь                            |
|             | Музей в Добчице                                         |                | Добчице        |       | Этнографический музей под открытым небом      |
|             | Церковь Благословения на проповедь Святых Апостолов     | XVI век        | Грушув         |       | Приходская церковь                            |
|             | Церковь Святого Варфоломея                              | 1529           | Лапанув        |       | Приходская церковь                            |
|             | Особняк Белла Вита                                      | 1876-1879      | Подоляны       |       |                                               |
|             | Скит Святого Бенедикта и часовня                        |                | Кшеславице     |       | Приходская церковь                            |
|             | Церковь Святого Николая                                 | XVI век        | Скшидыльна     |       | Приходская церковь                            |
|             | Церковь Святого Мартина                                 | 1730           | Висьнёва       |       | Приходская церковь                            |
|             | Церковь Апостолов Святого Симона и Святого Иудды Фаддея | XVII век       | Добра          |       | Приходская церковь                            |
|             | Деревянные здания в Чхуве                               |                | Чхув           |       |                                               |
|             | Церковь Богоматери Неустанной Помощи                    | 1913           | Юркув          |       | Приходская церковь                            |
|             | Биографический музей Владислава Оркана                  |                | Поремба Велька |       | Музей                                         |
|             | Церковь Святой Марии Магдалины                          | 1678           | Касина Велька  |       | В списке Национального института наследия     |
|             | Церковь Святой Екатерины                                | 1923-1927      | Вилковиско     |       | Приходская церковь                            |
|             | Церковь Святого Станислава и Святой Варвары             | 1633           | Шик            |       | Приходская церковь                            |
|             | Церковь Рождества Пресвятой Богородицы                  | 1585           | Йодловник      |       | Приходская церковь                            |
|             | Особняк в Ласкова                                       | 1677           | Ласкова        |       |                                               |
|             | Церковь Святого Иакова                                  | XV век         | Роздзеле       |       | Приходская церковь                            |
|             | Часовня на военном кладбище № 357                       |                | Камёнка Мала   |       |                                               |
|             | Церковь Святой Екатерины                                | XVIII век      | Камёнка Мала   |       | Приходская церковь                            |
|             | Особняк в Велогловы                                     | XVII век       | Велогловы      |       |                                               |
|             | Церковь Рождества Пресвятой Богородицы                  | XVI век        | Райброт        |       | Приходская церковь                            |
|             | Амбар в Райброте                                        |                | Райброт        |       |                                               |
|             | Церковь Святого Николая                                 | 1764           | Тымова         |       | Приходская церковь                            |
|             | Церковь Посещения Пресвятой Девы Марии                  | XV век         | Ивкова         |       | Приходская церковь                            |
|             | Церковь Преображения Господня                           | XVIII век      | Юркув          |       | Приходская церковь                            |
|             | Церковь Всех Святых                                     | 1778           | Лососина Гурна |       | Приходская церковь                            |
|             | Деревянные здания в Закличине                           | XVIII-XIX века | Закличин       |       |                                               |
|             | Церковь Святого Николая                                 | XVI век        | Бжозова        |       | Приходская церковь                            |
|             | Церковь Сретения Богоматери                             | XV-XVI века    | Семехув        |       | Приходская церковь                            |
|             | Церковь Святого Мартина                                 | 1727           | Громник        |       | Приходская церковь                            |
|             | Деревянные здания в Ченжковице                          | XVII-XIX века  | Ченжковице     |       |                                               |
|             | Церковь Святого Варфоломея                              | XVI век        | Ястржемба      |       | Приходская церковь                            |
|             | Церковь Воздвижения Святого Креста                      | XVI век        | Подоле Гурова  |       | Приходская церковь                            |
|             | Церковь Богоматери Святейшего Розария                   | 1527           | Пшидоница      |       | Приходская церковь                            |
|             | Амбар в Пшидонице                                       | XIX век        | Пшидоница      |       |                                               |
|             | Сондецкий этнографический парк                          | XVII-XIX века  | Новы-Сонч      |       | Филиал Регионального музея в Новы-Сонч        |
|             | Церковь Святого Мартина                                 | 1765           | Могильно       |       | Приходская церковь                            |
|             | Церковь Рождества Пресвятой Богородицы                  | 1520           | Кружлова Выжна |       | Приходская церковь                            |
|             | Церковь Святого Станислава (Вильчиска)                  | XVII век       | Вильчиска      |       | Приходская церковь                            |
|             | Музей пчеловодства имени Богдана Шимусика               | 2000           | Струже         |       | Музей                                         |
|             | Церковь в Грыбуве                                       | XV-XVI век     | Грыбув         |       | Музей                                         |
|             | Церковь Святого Михаила Архангела                       | 1761           | Ропа           |       | Приходская церковь                            |
|             | Церковь Святого Войцеха                                 | 1782           | Шимбарк        |       | Приходская церковь                            |
|             | Церковь Рождества Пресвятой Богородицы                  | 1790/1821      | Шимбарк        |       | Приходская церковь                            |
|             | Музей погорянской деревни                               |                | Шимбарк        |       | Филиал музея «Усадьбы Карвацианов и Гладышев» |
|             | Церковь Святого Апостола Андрея Первозванного           | XVI век        | Польна         |       | Приходская церковь                            |
|             | Церковь Святого Михаила Архангела                       | 1736           | Шалова         |       | Приходская церковь                            |
|             | Часовня Христа Спасителя в Мощенице                     | 1680           | Мощеница       |       |                                               |
|             | Церковь Рождества Пресвятой Богородицы                  | 1513           | Либуша         |       | Приходская церковь                            |

#### Альтернативный маршрут II: «Новы Сонч-Лиманова»
| Изображение | Название                                      | Дата      | Место     | Адрес | Примечания         |
| ----------- | --------------------------------------------- | --------- | --------- | ----- | ------------------ |
|             | Церковь Святой Елены                          | 1686      | Новы-Сонч |       | Приходская церковь |
|             | Усадьба Велогловских                          |           | Швидник   |       |                    |
|             | Церковь Пресвятой Богородицы                  | XVII      | Тенгобоше |       | Приходская церковь |
|             | Церковь Святого Антония                       | 1638      | Менцина   |       | Приходская церковь |
|             | Церковь Святого Иоанна Евангелиста            | 1713      | Писаршова |       | Приходская церковь |
|             | Церковь Святого Николая                       | 1753      | Табашова  |       | Приходская церковь |
|             | Церковь Святейшего Имени Пресвятой Девы Марии | 1691-1692 | Хомранице |       | Приходская церковь |

#### Альтернативный маршрут III: «Новы Сонч-Крыница»
| Изображение | Название                             | Дата          | Место           | Адрес | Примечания                   |
| ----------- | ------------------------------------ | ------------- | --------------- | ----- | ---------------------------- |
|             | Церковь Святого Роха                 | 1595-1608     | Новы-Сонч       |       | Приходская церковь           |
|             | Деревянные здания в Старом Сонче     | XVIII-XIX век | Старый Сонч     |       |                              |
|             | Церковь Святых Космы и Дамиана       | 1813          | Милик           |       | Приходская церковь           |
|             | Церковь Успения Пресвятой Богородицы | 1860-1864     | Анджеювка       |       | Приходская церковь           |
|             | Церковь Святого Архангела Михаила    | 1821          | Верхомля Велька |       | Приходская церковь           |
|             | Церковь Святого Димитрия             | 1873          | Злоцке          |       | Приходская церковь           |
|             | Церковь Святого Димитрия             | 1841          | Щавник          |       | Приходская церковь           |
|             | Церковь Святого Димитрия             | 1861          | Лелюхув         |       | Приходская церковь           |
|             | Церковь Святого Архангела Михаила    | 1861          | Дубне           |       | Приходская церковь           |
|             | Церковь Святых Космы и Дамиана       | 1790/1792     | Войкова         |       | Приходская церковь           |
|             | Церковь Святого Иакова               | 1600          | Поврозник       |       | Приходская церковь           |
|             | Усадьба в Мушине                     |               | Мушина          |       | Краеведческий музей в Мушине |
|             | Деревянные здания в Мушине           | XIX век       | Мушина          |       |                              |
|             | Церковь Святого Луки                 | XIX век       | Ястшембик       |       | Приходская церковь           |
|             | Церковь Святого Николая              | XVI век       | Мощеница Нижна  |       | Приходская церковь           |

### Маршрут V: «Крыницко-Горлицкий»
| Изображение | Название                                                 | Дата      | Место            | Адрес | Примечания                          |
| ----------- | -------------------------------------------------------- | --------- | ---------------- | ----- | ----------------------------------- |
|             | Церковь Преображения Господня и Богоматери Ченстоховской | 1863      | Крыница-Здруй    |       | Приходская церковь                  |
|             | Вилла Романувка                                          | XIX век   | Крыница-Здруй    |       | Сегодня Музей Никифора Крыницкого   |
|             | Деревянные здания в Крынице                              | XIX век   | Крыница-Здруй    |       | Курорт                              |
|             | Церковь Покрова Пресвятой Богородицы                     | 1887-1888 | Крыница-Слотвины |       | Приходская церковь                  |
|             | Церковь Святого Иоанна Евангелиста                       | XVIII век | Мушинка          |       | Приходская церковь                  |
|             | Церковь Святых Космы и Дамиана                           | 1743      | Тылич            |       | Приходская церковь                  |
|             | Церковь Святых Апостолов Петра и Павла                   | 1612      | Тылич            |       | Приходская церковь                  |
|             | Церковь Святого Архангела Михаила                        | XVIII век | Мохначка-Нижна   |       | Приходская церковь                  |
|             | Церковь Святых Космы и Дамиана                           | XVIII век | Баница           |       | Приходская церковь                  |
|             | Церковь Святого Димитрия                                 | 1755      | Снетница         |       | Приходская церковь                  |
|             | Церковь Святого Михаила Архангела                        | 1797      | Брунары          |       | Приходская церковь                  |
|             | Церковь Святого Димитрия                                 | XVIII век | Чарна            |       | Приходская церковь                  |
|             | Церковь Святого Михаила Архангела                        | 1779      | Высова-Здруй     |       | Приходская церковь                  |
|             | Церковь Успения Пресвятой Богородицы                     | 1936-1938 | Высова-Здруй     |       | Приходская церковь                  |
|             | Церковь Покрова Пресвятой Богородицы                     | XIX век   | Ганьчова         |       | Приходская церковь                  |
|             | Церковь Святой Параскевы                                 | 1786      | Усце-Горлицке    |       | Приходская церковь                  |
|             | Церковь Святого Апостола Луки                            | 1868      | Кункова          |       | Приходская церковь                  |
|             | Церковь Святой Параскевы                                 | XVII век  | Квятонь          |       | Приходская церковь                  |
|             | Церковь Святых Космы и Дамиана                           | 1837      | Сквиртне         |       | Приходская церковь                  |
|             | Церковь Покрова Пресвятой Богородицы                     | 1736/1795 | Здыня            |       | Приходская церковь                  |
|             | Церковь Вознесения Господня                              | 1938-1939 | Гладышув         |       | Приходская церковь                  |
|             | Церковь Рождества Иоанна Крестителя                      | 1857      | Гладышув         |       | Приходская церковь                  |
|             | Церковь Рождества Иоанна Крестителя                      | 1938      | Гладышув         |       | Приходская церковь                  |
|             | Церковь Покрова Пресвятой Богородицы                     | XVIII век | Воловец          |       | Приходская церковь                  |
|             | Церковь Святых Космы и Дамиана                           |           | Кжива            |       | Приходская церковь                  |
|             | Колокольня церкви Святой Параскевы                       | 1700      | Пентна           |       | Приходская церковь                  |
|             | Церковь Святых Космы и Дамиана                           | 1842      | Бартне           |       | Приходская церковь                  |
|             | Церковь Святых Космы и Дамиана                           | 1928      | Бартне           |       | Приходская церковь                  |
|             | Лемковская ферма в Бартне                                | XIX век   | Бартне           |       |                                     |
|             | Церковь Святого Димитрия                                 | 1932-1934 | Бодаки           |       | Приходская церковь                  |
|             | Церковь Святого Димитрия                                 | 1902      | Бодаки           |       | Приходская церковь                  |
|             | Церковь Святого Михаила Архангела                        | 1813      | Ропица-Гурна     |       | Приходская церковь                  |
|             | Церковь Святых Космы и Дамиана                           | 1807      | Менцина-Велька   |       | Приходская церковь                  |
|             | Церковь Покрова Пресвятой Богородицы                     | 1653      | Овчары           |       | Приходская церковь                  |
|             | Церковь Святого Филиппа и Святого Иакова                 | 1520      | Сенкова          |       | В списке Всемирного наследия ЮНЕСКО |
|             | Церковь Святых Космы и Дамиана                           | 1842      | Берест           |       | Приходская церковь                  |
|             | Церковь Святого Михаила Архангела                        | 1820      | Поляны           |       | Приходская церковь                  |
|             | Церковь Святого Войцеха                                  | 1926-1929 | Концлова         |       | Приходская церковь                  |
|             | Церковь Святого Мученика Димитрия                        | 1760      | Бинчарова        |       | Приходская церковь                  |
|             | Церковь Святого Димитрия                                 | 1858      | Богуша           |       | Приходская церковь                  |
|             | Церковь Рождества Пресвятой Богородицы                   | 1815      | Крулёва-Гурна    |       | Приходская церковь                  |
|             | Церковь Святейшего Имени Пресвятой Девы Марии            | 1555      | Пташкова         |       | Приходская церковь                  |

### Маршрут IV: «Связующий»
| Изображение | Название                          | Дата      | Место            | Адрес | Примечания                          |
| ----------- | --------------------------------- | --------- | ---------------- | ----- | ----------------------------------- |
|             | Церковь Святого Михаила Архангела | 1500      | Бинарова         |       | В Списке всемирного наследия ЮНЕСКО |
|             | Церковь Святого Апостола Андрея   | 1756-1764 | Рожновице        |       | Приходская церковь                  |
|             | Церковь Святого Иоанна Крестителя | XVI век   | Жепенник Бискупи |       | Приходская церковь                  |

## Памятники деревянного зодчества вне маршрутов
| Изображение | Название                               | Дата      | Место            | Адрес | Примечания         |
| ----------- | -------------------------------------- | --------- | ---------------- | ----- | ------------------ |
|             | Церковь Воздвижения Святого Креста     | XVIII век | Беско            |       | Приходская церковь |
|             | Церковь Рождества Пресвятой Богородицы | 1830      | Бежмехова Дольна |       | Приходская церковь |
|             | Церковь Святого Креста                 | 1757      | Рдзавка          |       | Приходская церковь |
|             | Церковь Преображения Господня          | 1742      | Чертеж           |       | Приходская церковь |
|             | Церковь Святого Михаила Архангела      | 1763      | Михалувка        |       | Приходская церковь |
|             | Церковь Святой Екатерины               | XVIII век | Славенцин        |       | Приходская церковь |
|             | Зындрановский этнографический музей    |           | Зындранова       |       | Музей              |
|             | Церковь Святого Мартина                | 1520      | Чермна           |       | Приходская церковь |

## Значение и посетители
Четыре церкви Пути деревянной архитектуры в Малопольском воеводстве внесены в Список всемирного культурного и природного наследия ЮНЕСКО. В 2008 году маршрутами воспользовались около 80 000 туристов.